# Saint-Hymer
Saint-Hymer är en kommun i departementet Calvados i regionen Normandie i norra Frankrike. Kommunen ligger i kantonen Pont-l'Évêque som ligger i arrondissementet Lisieux. År 2022 hade Saint-Hymer 668 invånare.

## Befolkningsutveckling
Antalet invånare i kommunen Saint-Hymer
Referens:INSEE